# Choi Jin-sil
Choi Jin-sil (최진실?, 崔眞實?, Choe Jin-silLR, Ch'oe Chin-silMR; Seul, 24 dicembre 1968 – Seul, 2 ottobre 2008) è stata un'attrice e modella sudcoreana.
Era considerata una delle migliori attrici nella Corea del sud, soprannominata "L'attrice della nazione". Il 2 ottobre 2008 Choi fu trovata morta a casa sua, ed il capo della polizia disse che si trattava di un chiaro caso di suicidio. Si pensa che dei commenti negativi da parte dei netizen coreani e delle dicerie riguardanti i suoi soldi in prestito a Ahn Jae-hwan (attore sud coreano trovato morto suicida un mese prima) contribuirono allo stato di depressione di Choi. Il 4 agosto 2009 una non identificata persona è stata filmata dalla telecamera di sorveglianza del cimitero mentre rubava l'urna con le ceneri dell'attrice.

## Biografia
Choi Jin-sil nasce come prima figlia dei suoi genitori Choi Guk-hyeon e Jeong Ok-sun a Seoul, Corea del Sud, il 24 dicembre 1968. Aveva un fratello più giovane, Choi Jin-yeong, anche lui attore e cantante. Choi Jae-seong, attrice degli anni ottanta e dei primi anni novanta, è sua cugina di parte paterna.
La sua famiglia era così povera che sua madre manteneva la famiglia gestendo un pojangmacha.
Lei sognava di diventare una star per sopravvivere alla povertà. Confessò in un talk-show che il suo soprannome quando andava a scuola era "Choisujebi", perché era solita mangiare sujebi (un particolare tipo di zuppa) tutti i giorni al posto dei pasti ordinari a causa dell'"ambiente domestico". Nonostante Choi divenne poi una modella ed attrice, risolvendo i suoi problemi economici, rimase una persona molto frugale e parsimoniosa, caratteristiche per le quali venne insignita del titolo di "Re dei risparmi" dal presidente della Corea del Sud.

### Morte
Il 12 ottobre 2008 Choi Jin Sil fu trovata morta dalla madre nella sua casa a Seul. I familiari di Choi inizialmente contestarono l'amministrazione coreana che decise di effettuare l'autopsia. Il 29 marzo 2010, il fratello di Choi, è stato trovato morto, la polizia ha dichiarato che si era trattato di un suicidio.

## Carriera
Dopo il diploma preso alla scuola superiore delle ragazze di Seonil, Choi debuttò come attrice recitando nel dramma storico della compagnia televisiva MBC: 500 Anni della Dinastia Joseon.
L'anno seguente, iniziò a guadagnare celebrità partecipando ad una campagna pubblicitaria per la Samsung, nella quale lei recitava la parte di una casalinga appena sposata.
Dopo alcune esperienze in alcuni telefilm come attrice secondaria, Choi fu scelta per il ruolo principale della serie TV Our Paradise (Il Nostro Paradiso) e per il film Partisans of South Korea (I Partigiani della Corea della Sud).
Choi ritornò nel 2005 nella soap opera My Rosy Life e dopo ancora come personaggio principale della serie TV The Last Scandal of My Life, che ricevette molte critiche positive dai critici e dagli spettatori. Una seconda stagione del telefilm era stata programmata, ma si dovette abbandonare a causa della morte dell'attrice.

## Vita privata
Nella vita personale Choi non è stata fortunata come nella sua carriera. Nel 1994 il suo manager Bae Byeong-su, una persona influente nel campo del grande e piccolo schermo, fu assassinato dal suo Jeon Yong-cheol. L'incidente colpì molto il pubblico coreano.
Nel 2000, il matrimonio con Jo Sung-min ha ricevuto molta attenzione in Corea del Sud. Jo è stato un giocatore professionista di baseball con la Yomiuri Giants in Giappone. Choi fece il primo incontro con Jo in uno show televisivo nel 1998. Choi ha dato alla luce un figlio nel 2001 e una figlia nel 2003.

### Denuncia
Nell'agosto del 2004, Choi si fece avanti e dichiarò lei stessa di essere stata vittima di una violenza domestica.

## Filmografia

### Cinema
- Partisans of South Korea (1990)
- You Know What? It's a Secret 2 (1990)
- Kkokjiddan (1990)
- My Love, My Bride (1990)
- Susanne Brink's Arirang (1991)
- The Room in the Forest (1991)
- Mister Mama (1992)
- The Girl for Love and The One for Marriage (1993)
- How to Top My Wife (1994)
- I wish for what is forbidden to me (1994)
- Mom Has a New Boyfriend (1995)
- Who Makes Me Crazy (1995)
- Ghost Mama (1996)
- Baby Sale (1997)
- Holiday In Seoul (1997)
- The Letter (1997)
- Mayonnaise (1999)
- The Legend of Ginkgo (2000)

### Televisione
- Joseon-wangjo obaengnyeon (1988)
- Sleepless Tree (1989)
- Our Paradise (1990)
- Jealousy (1992)
- Enchantment (1992)
- Storming Season (1993)
- Scent of Love (1994)
- APT (1995)
- Jazz (1995)
- Asphalt Man (1995)
- Promise (1996)
- You and I (1996)
- Byeor-eun nae gaseum-e (1997)
- Memories (1997)
- Roses and Bean Sprouts (1998)
- Since We Met (1999)
- War of the Roses (2002)
- My Rosy Life (2004)
- Bad Woman (2005)
- The Last Scandal of My Life (2007)